# Walter Höhndorf

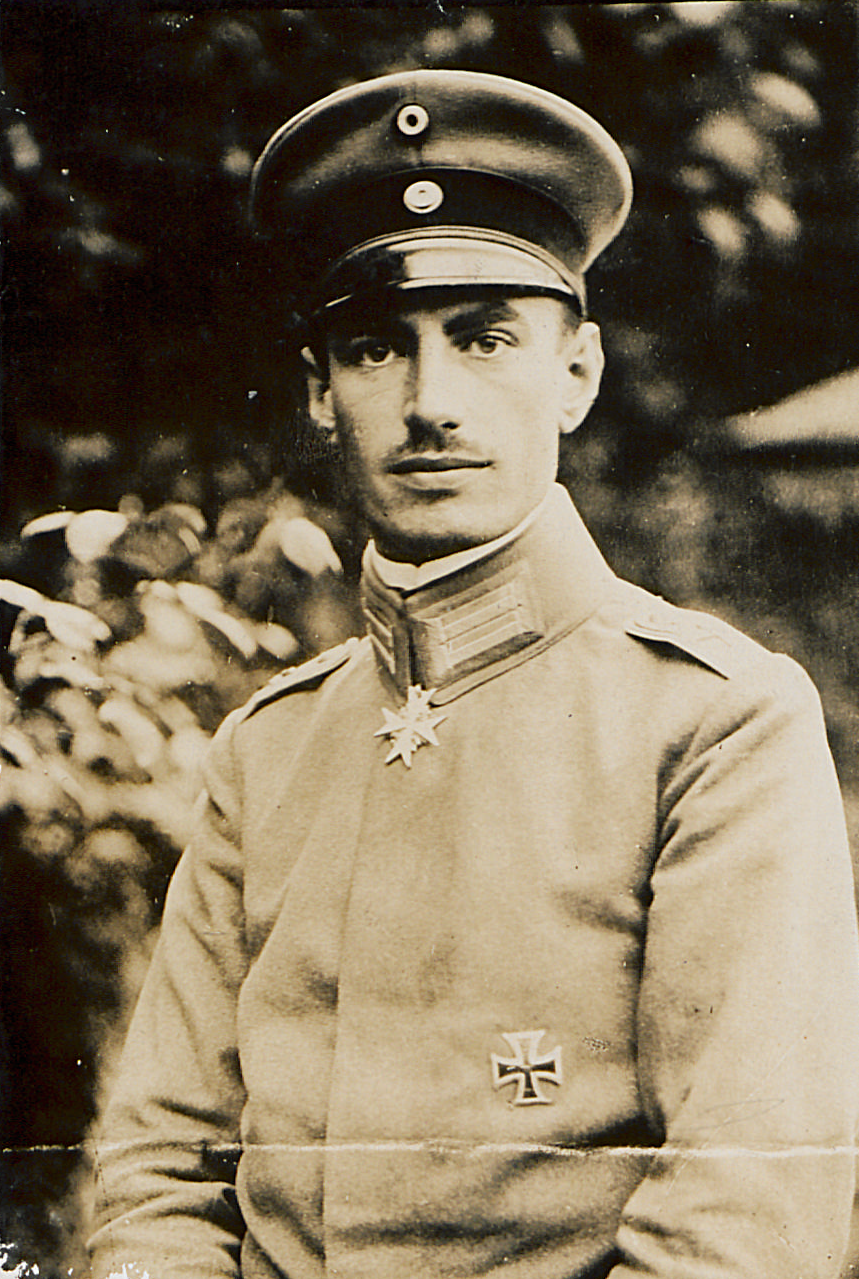
Walter Höhndorf

Walter Höhndorf (* 10. November 1892 in Prützke; † 5. September 1917 in Iré-le-Sec) war ein Jagdfliegerass im Ersten Weltkrieg und Ritter des Ordens Pour le Mérite.

## Leben

### Herkunft
Höhndorf war Sohn des Dorflehrers Otto Höhndorf und dessen Ehefrau Emilie, geborene Burr. 

### Karriere
Höhndorf verbrachte seine ersten Schuljahre in Brandenburg und absolvierte danach die Hohenzollern-Oberrealschule in Schöneberg. Er entwickelte früh eine Leidenschaft für Maschinenbau, weshalb er nach seinem Schulabschluss eine Ausbildung in der Automobil- und Flugzeugtechnik suchte. Einen Teil seiner Ausbildung verbrachte er an der Sorbonne in Paris, wo er im September 1913 das Fliegen lernte. Das Flugzeugführerpatent mit der Nummer 582 wurde ihm nach einem erfolgreichen Test auf dem Johannisthaler Flugplatz im Oktober/3. November 1913 verliehen. Höhndorf war als Flugakrobatik-Künstler bekannt und arbeitete ab 1914 als Ingenieur bei den Union-Flugzeugwerken in Teltow.
Bei Ausbruch des Ersten Weltkrieges meldete er sich am 22. August 1914 am Etappen-Flugzeug-Park in Düsseldorf als Kriegsfreiwilliger zur Fliegertruppe. Im Oktober 1914 wurde ihm das Eiserne Kreuz II. Klasse verliehen und er im Dezember 1914 zum Unteroffizier befördert. Am 22. März 1915 avancierte er bis Leutnant der Reserve. Später wurde er zum Testpiloten für Siemens-Schuckert in Berlin und Erlangen abkommandiert und bediente dort einen Doppeldecker, mit dem er eine Flughöhe von 3280 Metern erreichte. Bald wurde er aber wieder zum militärischen Dienst zurückkommandiert und diente der Flieger-Abteilung 12 in einem Einsitzer, wo er erste Luftsiege erzielte; am 12. sowie am 19. Januar 1916 schoss er zwei Voisins ab.
Nachdem er der Flieger-Abteilung 67 diente, wechselte er im April 1916 zum Kampfeinsitzerkommando in Vaux. Zwischen dem 10. April und 19. Juli 1916 schoss er sieben weitere französische Flugzeuge ab. Für diese Leistungen wurde ihm am 20. Juli 1916 der Orden Pour le Mérite verliehen. Bereits zuvor hatte er das Eiserne Kreuz I. Klasse und das Ritterkreuz des Königlichen Hausordens von Hohenzollern mit Schwertern erhalten. Bis Juli 1916 schaffte er es, zwei weitere Flugzeuge abzuschießen. Ab dem 23. August 1916 diente er in der neu aufgestellten Jagdstaffel 1, mit der er am 17. September 1916 seinen zwölften und letzten Luftsieg errang. Am 25. September 1916 musste er zusehen, wie sein Freund und Kamerad Kurt Wintgens im Luftkampf getötet wurde, ohne dass er etwas tun konnte.
Nach einem Einsatz bei der Jagdstaffel 4 wurde Höhndorf Fluglehrer bei der Jagdstaffelschule I (JastaSch I) in Valenciennes, um junge Flieger auszubilden und ihnen seine Erfahrungen weiterzugeben. Am 15. August 1917 wurde er Kommandeur der Jagdstaffel 14. Am 5. September 1917 starb er bei einem Flugunfall mit dem modifizierten Prototyp der AEG D I 4400/17, mit dem er zwischen Marville und Iré-le-Sec tödlich verunglückte. Ihm wurde in Iré-le-Sec bei Montmédy ein Denkmal errichtet, welches bis heute noch steht.